# Anakie Siding
 (juillet 2020).
Anakie Siding est une localité rurale de la région des Central Highlands, dans le Queensland, en Australie. La ville d'Anakie se trouve dans la localité (23.5511°S 147.7475°E). C'est une zone d'extraction de saphirs.